# Đầu vào

Input là những tín hiệu/ dữ liệu/vật liệu đưa vào hệ thống.
Output là những tín hiệu/ kết quả /sản phẩm mà hệ thống gửi ra.

Đầu vào, ngõ vào, lối vào, Input là một thuật ngữ bao hàm ý nghĩa là nơi đưa vào các nguyên liệu của một quá trình xử lý của hệ thống.
Trong điện tử học ngõ vào là nơi nhập tín hiệu vào, một thành phần của tập hợp ngõ giao tiếp vào/ra.
Trong các khoa học kỹ thuật khác ngõ vào là nơi nhập nguyên liệu vào.
Trong kinh tế đầu vào còn có nghĩa là đầu tư.
Trong các mô hình, hệ thống thiết kế, hệ thống khai thác đầu vào là khái niệm trừu tượng được sử dụng để mô tả các nơi các dữ liêu, điều kiện... được đưa vào hệ thống.